# Острів Стрілечий - IV
Ботанічний заказник місцевого значення «Острів Стрілечий - IV» (втрачений), створений на площі 222 га рішенням Полтавської обласної ради від 20.12.1993 року. До складу заказника входила ділянка Кам'янського водосховища а також квартал 74 Кременчуцького лісництва лісництва.
12 липня 2001 року Полтавська обласна рада ухвалила рішення «Про організацію регіонального ландшафтного парку «Кременчуцькі плавні» та затвердження проекту його створення», яким було оголошено новий регіональний ландшафтний парк «Кременчуцькі плавні» загальною площею 5080 га. Два заказники, що увійшли до складу РЛП, були ліквідовані цим же рішенням.
Екологічні організації розцінюють зазначене рішення Полтавської обласної ради як передчасне, оскільки кожен з заказників має власний режим охорони. Увійшовши до складу великого за площею РЛП, заказники втратили режимну ідентичність і надалі охороняються разом з іншою територією РЛП, без урахування індивідуальних особливостей.